# Campionato Primavera 2003-2004 (calcio femminile)
L'edizione 2003-2004 è stata la quinta nella storia del Campionato Primavera Femminile.

## Formula
Il torneo si divide in due fasi: una prima fase a carattere interregionale ed una seconda fase a carattere nazionale. Nella fase interregionale, le squadre vengono divise in cinque gironi su base geografica e disputano gare di andata e ritorno. In base alla classifica finale, accedono alla fase nazionale ad eliminazione diretta le prime due classificate dei gironi 1, 2 e 3, e le prime classificate dei gironi 4 e 5. Nella fase nazionale, le squadre vengono abbinate per sorteggio e disputano gare di andata e ritorno ad eliminazione diretta nei quarti ed in semifinale. La finale viene disputata in gara unica su campo neutro.

## Fase interregionale
Accedono alla fase nazionale le seguenti squadre:
- Girone 1:  ACF Milan;  Torino
- Girone 2:  VeneziaJesolo;  Packcenter Imolese
- Girone 3:  Lazio CF;  Perugia Grifo

- Girone 4:  Torres
- Girone 5:  Ludos Palermo

## Fase nazionale

### Quarti di finale
Le gare d'andata si sono disputate domenica 2 maggio 2004 alle ore 16:00; quelle di ritorno domenica 9 maggio 2004 alle ore 16:30.
| Squadra 1 | Totale | Squadra 2          | Andata | Ritorno |
| --------- | ------ | ------------------ | ------ | ------- |
| ACF Milan | 5 - 3  | VeneziaJesolo      | 3 - 1  | 2 - 2   |
| Torres    | 4 - 1  | Perugia Grifo      | 3 - 1  | 1 - 0   |
| Torino    | 8 - 3  | Ludos Palermo      | 3 - 0  | 5 - 3   |
| Lazio CF  | 3 - 0  | Packcenter Imolese | 2 - 0  | 1 - 0   |

### Semifinali
Le gare d'andata si sono disputate domenica 16 maggio 2004; quelle di ritorno domenica 23 maggio 2004.
| Squadra 1 | Totale | Squadra 2 | Andata | Ritorno |
| --------- | ------ | --------- | ------ | ------- |
| Lazio CF  | 1 - 2  | ACF Milan | 0 - 0  | 1 - 2   |
| Torino    | 5 - 1  | Torres    | 3 - 0  | 2 - 1   |

### Finale
| Squadra 1 | Risultato | Squadra 2 |
| --------- | --------- | --------- |
| ACF Milan | 2 - 0     | Torino    |

#### Tabellino
| Arbitro: | Angelo Obbino (Sassari) |

|                   |           |  |
| Zambetta 65’, 70’ | Marcatori |  |

## Tabellone
|  | Quarti di finale   | Quarti di finale   | Quarti di finale | Quarti di finale | Quarti di finale |  |  | Semifinali | Semifinali | Semifinali | Semifinali | Semifinali |  |  | Finale    | Finale    | Finale |  |
|  |                    |                    |                  |                  |                  |  |  |            |            |            |            |            |  |  |           |           |        |  |
|  | ACF Milan          | ACF Milan          | 3                | 2                | 5                |  |  |            |            |            |            |            |  |  |           |           |        |  |
|  | VeneziaJesolo      | VeneziaJesolo      | 1                | 2                | 3                |  |  | Lazio CF   | Lazio CF   | 0          | 1          | 1          |  |  |           |           |        |  |
|  | Lazio CF           | Lazio CF           | 2                | 1                | 3                |  |  | ACF Milan  | ACF Milan  | 0          | 2          | 2          |  |  |           |           |        |  |
|  | Packcenter Imolese | Packcenter Imolese | 0                | 0                | 0                |  |  |            |            |            |            |            |  |  | ACF Milan | ACF Milan | 2      |  |
|  | Torres             | Torres             | 3                | 1                | 4                |  |  |            |            | Torino     | Torino     | 0          |  |  |           |           |        |  |
|  | Perugia Grifo      | Perugia Grifo      | 1                | 0                | 1                |  |  | Torino     | Torino     | 3          | 2          | 5          |  |  |           |           |        |  |
|  | Torino             | Torino             | 3                | 5                | 8                |  |  | Torres     | Torres     | 0          | 1          | 1          |  |  |           |           |        |  |
|  | Ludos Palermo      | Ludos Palermo      | 0                | 3                | 3                |  |  |            |            |            |            |            |  |  |           |           |        |  |